# Mighty Mussels de Fort Myers
Les Mighty Mussels de Fort Myers (en anglais : Fort Myers Mighty Mussels) sont une équipe de ligue mineure de baseball domiciliée à Fort Myers, en Floride, aux États-Unis. Affilié depuis 1992 aux Twins du Minnesota de la Ligue majeure de baseball, le club joue au niveau A+ des ligues mineures dans la Florida State League. Le Miracle est en 2014 champion en titre de cette ligue.
Un premier club a été fondé à Fort Myers sous le nom des Palms de Fort Myers  en 1926, mais est inactif de 1928 à 1962. Il a longtemps siégé à Miami, où il porte successivement les noms des Hustlers, des Marlins, des Orioles et du Miracle. Il est de 1966 à 1981 affilié à un autre club du baseball majeur, les Orioles de Baltimore.

## Histoire

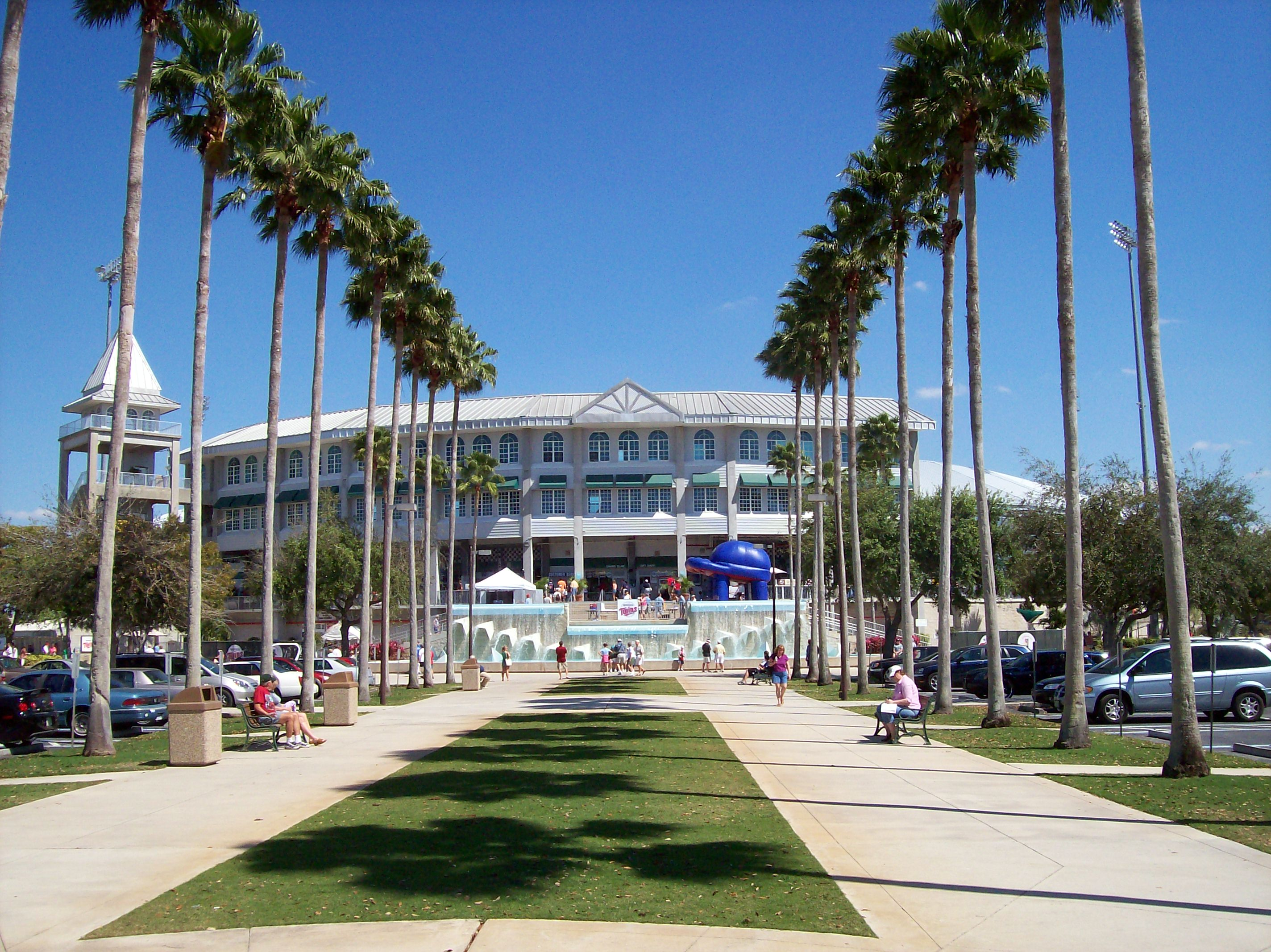
Le Hammond Stadium, où le Miracle évolue depuis 1991.

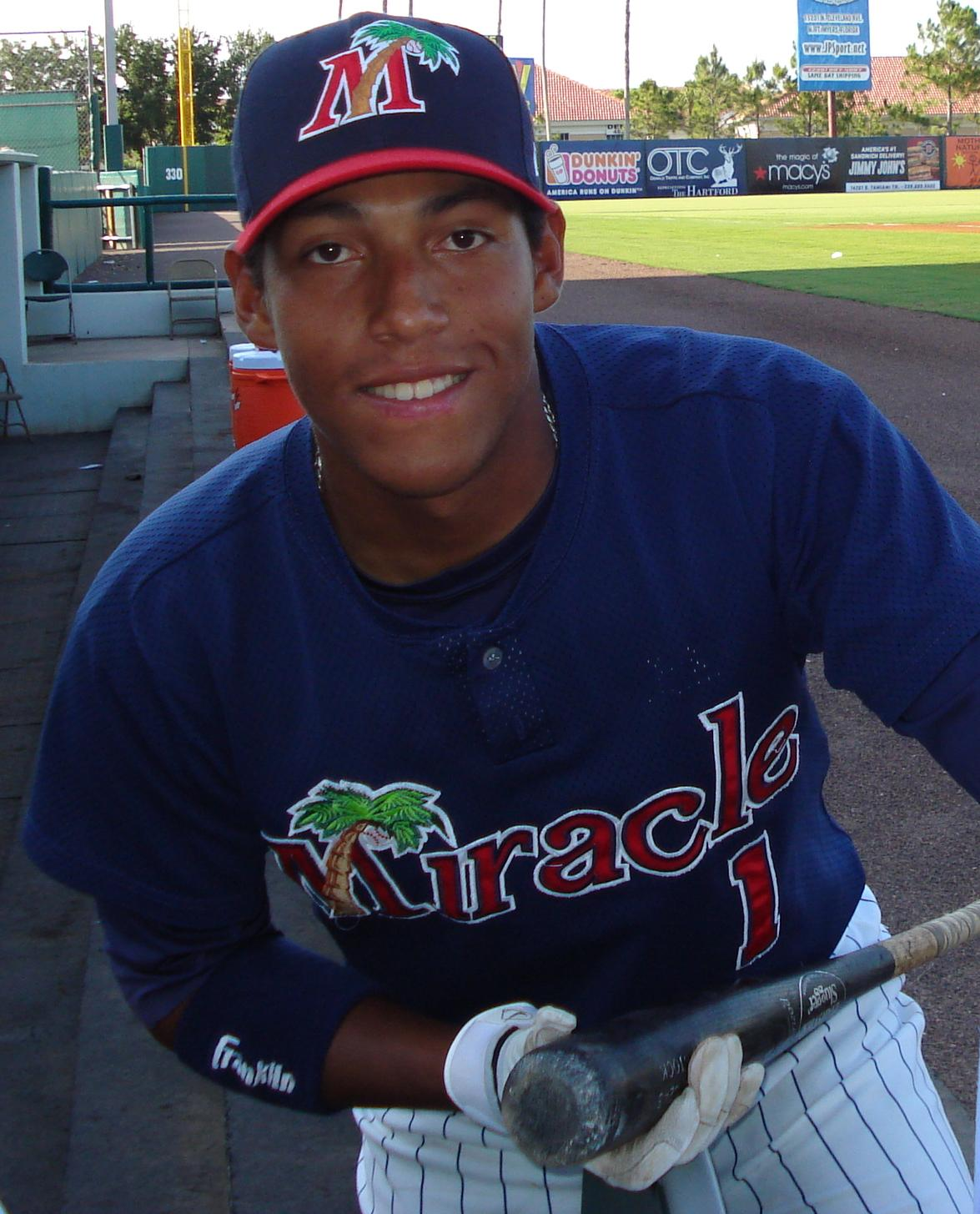
Yangervis Solarte en uniforme du Miracle en 2008.

Un premier club est fondé en 1926 à Fort Myers, en Floride, et s'appelle à l'origine Fort Myers Palms. L'année suivante, il est relocalisé à Miami et est rebapstisé les Hustlers de Miami. L'équipe cesse ses activités en cours d'année 1928 en même temps que la Florida State League. Même si cette ligue est reformée en 1936, la franchise est inactive jusqu'en 1962. Cette année-là, elle revient en Florida State League sous le nom des Marlins de Miami (à ne pas confondre avec l'actuel club du même nom) et sert de club-école de Classe D (une classification de ligues mineures aujourd'hui disparue) aux Phillies de Philadelphie de la Ligue majeure de baseball pendant deux saisons.
En 1963, la Ligue majeure de baseball restructure son système de ligues mineures et abolit le niveau D. Les équipes de Florida State League deviennent alors des clubs-écoles de classe A+. L'association des Marlins aux Phillies de Philadelphie se poursuit jusqu'en 1965. En 1966 débute une affiliation de 16 saisons avec un autre club du baseball majeur, les Orioles de Baltimore. En cours de route, en 1971, les Marlins sont rebaptisés les Orioles de Miami, un nom qu'ils gardent jusqu'en 1981, la dernière année de leur affiliation au club majeur de Baltimore.
En 1982, le club retrouve son ancien nom : les Marlins de Miami. Il n'a toutefois plus d'affiliation en MLB et est essentiellement un club de baseball indépendant jusqu'en 1991, à l'exception des saisons 1983 et 1984 où il est un club-école des Padres de San Diego. En 1989, le club est renommé le Miracle de Miami après avoir été acheté par Marvin Goldklang, qui demeure propriétaire pendant un quart de siècle. Durant cette période, on retrouve parmi les actionnaires minoritaires l'acteur Bill Murray et le musicien Jimmy Buffett. Après la saison 1988, l'équipe quitte le Bobby Maduro Miami Stadium, le stade de baseball où elle évoluait depuis 1962, pour jouer un an sur les terrains de l'université internationale de Floride puis déménager pour deux années au Pompano Beach Municipal Stadium.
En 1992, avec l'arrivée imminente à Miami d'un club majeur, les Marlins de la Floride, le Miracle s'établit à Fort Myers et devient officiellement le club-école des Twins du Minnesota de la Ligue majeure de baseball. Elle s'établit, toujours en 1992, au Hammond Stadium, son domicile actuel. En 2014, Marvin Goldklang vend le club à la société SJS Beacon de l'investisseur Jason Hochberg. L'affiliation avec les Twins est à ce moment valide jusqu'en 2018.
Jouant dans la division Sud de la Florida State League, le club a gagné le titre de sa division en 1995, 2008 et 2014. Il compte 6 titres de la ligue : en 1969, 1970, 1971, 1972, 1978 et 2014.
Au cours de l'histoire du Miracle sous ses différentes incarnations, les futurs membres du Temple de la renommée du baseball Cal Ripken, Jr. et Eddie Murray ont évolué pour les Orioles de Miami. En 1982, alors que le club est sans affiliation, José Canseco s'aligne avec le club, alors appelé Marlins, pour 6 matchs. Parmi les vedettes plus récentes, l'affiliation avec les Twins donnent aux gens de Fort Myers l'occasion de voir jouer de jeunes Francisco Liriano, Justin Morneau et Joe Mauer.
En 1998, le Miracle de Fort Myers est l'équipe en vedette dans le film Major League: Back to the Minors.
En décembre 2019, l'équipe a changé de nom pour devenir les Mighty Mussels de Fort Myers.